# 73079 Davidbaltimore
73079 Davidbaltimore este un asteroid din centura principală de asteroizi.

## Descriere
73079 Davidbaltimore este un asteroid din centura principală de asteroizi. A fost descoperit pe 14 aprilie 2002 la Observatorul Palomar în cadrul programului NEAT. Asteroidul prezintă o orbită caracterizată de o semiaxă mare de 2,33 ua, o excentricitate de 0,19 și o înclinație de 24,1° în raport cu ecliptica.